# Exercises in Futility (àlbum de Mgła)
Exercises in Futility és el tercer àlbum d'estudi de la banda polonesa de black metal Mgła. Va ser publicat el 4 de setembre de 2015, a través de Northern Heritage Records. Presentant "un black metal melòdic cru" que va ser comparat a l'estil de bandes com Watain i els inicis de Burzum. L'àlbum és considerat com "la més gran i més impactant publicació en els 15 anys en actiu de la banda". I la coberta de la portada presenta un gravat francès de Marcel Roux titulat L'aveugle ("El cec", 1908).
La banda es va embarcar en una gira nord-americana tot just havent publicat l'àlbum.

## Recepció de la crítica
Exercicis en Futility va ser reconegut amb respostes positives. Andy O'Connor de Pitchfork va elogiar l'àlbum, declarant "Mgła com els hereus més encertats de l'estil black metal de bandes com Dissection; les melodies són enormes sense submergir-se en la sacarina". O'Connor va afegir les següents declaracions: "Mgła acompleix l'actuació de Futility transformant el contingut líric en una crida a l'acció".
Exercise in Futility va aparèixer a la llista de Pitchfork en el número 8 com "El millor Album de Metall del 2015".

## Llistat de cançons
| Núm.          | Títol                       | Durada |
| ------------- | --------------------------- | ------ |
| 1.            | «Exercises in Futility I»   | 7:58   |
| 2.            | «Exercises in Futility II»  | 7:48   |
| 3.            | «Exercises in Futility III» | 4:37   |
| 4.            | «Exercises in Futility IV»  | 4:45   |
| 5.            | «Exercises in Futility V»   | 8:15   |
| 6.            | «Exercises in Futility VI»  | 8:49   |
| Durada total: | Durada total:               | 42:16  |

## Personal
- Mikołaj "M." Żentara – Guitarra, baix, veus, enregistrament
- Maciej "Darkside" Kowalski – Bateria, enregistrament